# サン・ヴィンチェンツォ・ヴァッレ・ロヴェート
サン・ヴィンチェンツォ・ヴァッレ・ロヴェート（イタリア語: San Vincenzo Valle Roveto）は、イタリア共和国アブルッツォ州ラクイラ県にある、人口約2,300人の基礎自治体（コムーネ）。

## 地理

### 位置・広がり

#### 隣接コムーネ
隣接するコムーネは以下の通り。括弧内のFRはフロジノーネ県（ラツィオ州）所属を示す。
- バルソラーノ
- チヴィタ・ダンティノ
- コッレロンゴ
- モリーノ
- ヴェーロリ (FR)

## 行政

### 分離集落
サン・ヴィンチェンツォ・ヴァッレ・ロヴェートには、以下の分離集落（フラツィオーネ）がある。
- Castronovo, Morrea, Roccavivi, Rosce, San Giovanni Nuovo, San Giovanni Vecchio, San Vincenzo Superiore, Santa Restituta, Velarde